# 熱塑琉璃
熱塑琉璃，是台灣地區歷經玻璃產業遷移後，結合玻璃工藝所發展出的特有工藝。

## 词语释义
熱塑法是琉璃工藝的其中一種重要技法，可搭配各種工藝技法運用，例如吹、夾、轉、甩等，而熱塑琉璃意指創作全程保持高溫熔融狀態，進行色彩層次的堆疊與塑形，屬高技術工藝。。

## 制作

### 琉璃的熱塑製作
雛型熱塑琉璃在製作過程中，工藝師先以鐵管沾取適量高溫熔融狀態的原料，若作品須製作成空心或開口造型，則須搭配吹製技術吹出小泡。
上色工藝師在極短的時間內進行多次的顏色鋪陳，並不斷反覆進窯維持原料攝氏一千多度熔融狀態，每一次進出窯的步驟，才能完成一層次的色彩堆疊。
塑形工藝師在琉璃硬化之前(約略攝氏900度)的短時間內，透過專用的工具進行高溫塑形，製作出各種不同造型與特徵，完成的作品便稱之為“熱塑琉璃”
研磨、拋光完成後的成品，再經過細部的打磨，提升琉璃作品的光澤。